# Edmond de Kent
Pour les articles homonymes, voir Edmond Plantagenêt (homonymie).
Titre
Comte de Kent
7 décembre 1330 – av. 5 octobre 1331
(9 mois et 28 jours)
Edmond de Kent (vers 1326 – av. 5 octobre 1331), 2e comte de Kent, est le fils aîné d'Edmond de Woodstock, 1er comte de Kent, et de Marguerite Wake.

## Biographie
Son père est le dernier fils du roi d'Angleterre Édouard Ier. Edmond de Woodstock est exécuté le 19 mars 1330 pour trahison, ayant soutenu son demi-frère, le roi Édouard II, déposé par la reine Isabelle et Roger Mortimer, comte de March, tous deux régents du royaume. Il est prétendu que Woodstock avait conspiré pour faire évader le roi Édouard de sa prison. Sa veuve Marguerite Wake est internée avec ses enfants à Salisbury. 
Mécontent de l'exécution du comte de Kent, dont il n'a pas été informé, le roi Édouard III planifie la destitution des régents. Le 19 octobre 1330, le roi investit le château de Nottingham, où se sont réfugiés Isabelle et Mortimer. Jugé coupable notamment d'avoir précipité l'assassinat judiciaire de Kent, Mortimer est pendu au gibet de Tyburn le 29 novembre. Les charges de trahison contre Edmond de Woodstock sont annulées par le Parlement dès le 7 décembre. Marguerite Wake et les enfants d'Edmond sont traités comme des membres de la famille royale. Ainsi, le jeune Edmond hérite du comté de Kent. Lorsqu'il meurt, avant le 5 octobre 1331, son frère cadet Jean devient comte.